# Mewang
Mewang är en gewog i Bhutan.   Den ligger i distriktet Paro, i den västra delen av landet, 10 kilometer sydväst om huvudstaden Thimphu.
I omgivningarna runt Mewang växer i huvudsak blandskog. Runt Mewang är det ganska tätbefolkat, med 90 invånare per kvadratkilometer.